# Broadway Boogie Woogie
Broadway Boogie Woogie – obraz olejny Pieta Mondriana, namalowany w latach 1942–1943, znajdujący się w zbiorach Museum of Modern Art w Nowym Jorku.

## Opis obrazu
Obraz (127 × 127 cm ) przedstawia siatkę żółtych linii z czerwonymi, niebieskimi i szarymi prostokątami, które nadają „rytm” . Inspirowany był planem nowojorskiego Manhattanu i muzyką boogie-woogie . Oddaje esencję Nowego Jorku: żółte taksówki, światła uliczne, skrzyżowania o dużym natężeniu ruchu ulicznego, pędzące wagoniki metra.    

## Historia
Po bombardowaniu Londynu w 1940 roku Mondrian wyjechał do Stanów Zjednoczonych . Został przyjęty w Nowym Jorku m.in. przez amerykańskiego abstrakcjonistę Harry'ego Holtzmana (1912–1987), którego poznał  w 1934 roku , Peggy Guggenheim (1898–1979) i Jamesa Johnsona Sweeneya (1900–1986) . 
Pod wpływem pulsującego życiem miasta i muzyki amerykańskiej odszedł od czarnych linii, zastępując je najpierw kolorowymi pasami, a później liniami składającymi się z kolorowych kwadracików . Broadway Boogie Woogie był jego ostatnim w pełni ukończonym dziełem , które trafiło na wystawę autorską w 1943–1944 .
Obraz został zakupiony przez brazylijską rzeźbiarkę Marię Martins (1894–1973) za USD 800, która później podarowała dzieło Museum of Modern Art w Nowym Jorku . 
Mondrian miał nie być do końca zadowolony z obrazu i zaczął pracę nad Victory Boogie Woogie.